# Anaïs Reno
Anaïs Reno (Genf, 2003. november 29. –) amerikai dzsesszénekesnő.

## Pályafutása
2003-ban született Genfben (Svájc).
Nyolc éves kora óta intenzíven foglalkozott az előadóművészettel. 2013 óta énekelni tanult Sarah Tolartól, Joan Ladertől, Lee Lobenhofertől, valamint az operaénekes édesapjától. Leendő dzseesszénekesnőként a Nagy Amerikai Daloskönyvön (Great American Songbook) nőtt fel.
Már 10 éves korától lehetősége volt arra, hogy elismert szakmsbeliekkel énekeljen  jelentős helyszíneken. Így felléphetett például a New York-t Filharmonikusokkal is. Anaïs 2019-ben pedig felléphetett a Lincoln Centerben, a Cabaret Convention-ban, és nem sokkal később a New Jersey Performing Arts Centerben énekelt Billy Stritch, Catherine Russel és Clint Holmes társaságában.
Két fellépése volt 2019-ben Billy Strayhorn és Duke Ellington tiszteletére. 2019 augusztusában fellépett a The Birdland Big Banddel. Többször fellépett a Carnegie Hallban is.
A dzsesszkritikusok a fiatal énekesnőt úgy üdvözték, mint akinek hihetetlenül gazdag a hangja olyan, „amilyennel csak egyszer találkozol az életben; kész csoda!” Meghallva azonnal Ella Fitzgeraldot idéződik fel.

## Albumok
- 2021: Lovesome Thing

## Díjak
- 2016: Forte International Competition’s Platinum Award at Carnegie Hall
- 2018: Michael Feinstein’s Great American Song Book Academy (második helyezett)
- 2019: Mabel Mercer Foundation
- 2020: Julie Wilson Award